# Тиёнофудзи Мицугу
Тиёнофудзи Мицугу (яп. 千代の富士 貢 Тиёнофудзи Мицугу, 1 июня 1955, пос. Фукусима, губернаторство Хоккайдо, Япония — 31 июля 2016, Токио) — японский борец сумо, 58 ёкодзуна в истории сумо. Настоящее имя Мицугу Акимото (яп. 秋元 貢 Акимото Мицугу).

## Биография
Один из величайших борцов в истории, 31 раз завоевывал Императорский кубок, уступив только Хакухо (45 кубков) и Тайхо (32 кубка). Примечателен и тем, что являлся ёкодзуной долго, с 1981 по 1991 год. Неоднократно побеждал в турнирах в возрасте свыше 30 лет, в то время как большинство ёкодзун к этому времени теряют требуемую форму и отходят от поединков.
Первый борец, одержавший более 1000 побед в поединках за карьеру (его достижение в 1045 побед было превзойдено Кайо в июле 2011 года). Из них 807 пришлось на высший дивизион, что тоже исключительное достижение (превзойдено Кайо в январе 2010 года). Он побеждал за счет совершенной техники, имея довольно небольшой для ёкодзуны боевой вес около 120 кг.
В сумоистских кругах имел прозвище «Волк» за волевую хватку и суровый взгляд.
С 1992 года возглавлял Коконоэ-бея. Отказался от личной именной тренерской лицензии, изредка предлагаемой Ассоциацией исключительным ёкодзуна, предпочтя ей обычную лицензию и руководство школой, к которой принадлежал. Из его учеников по состоянию на 2013 год наиболее известен Тиётайкай. Он и возглавил школу Коконоэ после смерти учителя.

## Результаты выступлений
| Год в сумо | Январь Хацу басё, Токио    | Март Хару басё, Осака                          | Май Нацу басё, Токио                           | Июль Нагоя басё, Нагоя                         | Сентябрь Аки басё, Токио                       | Ноябрь Кюсю басё, Фукуока                         |
| --- | -------------------------- | ---------------------------------------------- | ---------------------------------------------- | ---------------------------------------------- | ---------------------------------------------- | ------------------------------------------------- |
| 1970 | x                          | x                                              | x                                              | x                                              | (Маэдзумо)                                     | Дзёнокути #10 востока 5–2                         |
| 1971 | Дзёнидан #57 востока 4–3   | Дзёнидан #38 запада 4–3                        | Дзёнидан #19 запада 4–3                        | Дзёнидан #5 запада 3–4                         | Дзёнидан #25 запада 5–2                        | Сандаммэ #61 востока Пропустил из-за травмы 0–0–7 |
| 1972 | Дзёнидан #19 запада 5–2    | Сандаммэ #60 запада 5–2                        | Сандаммэ #31 востока 4–3                       | Сандаммэ #20 запада 5–2                        | Макусита #59 востока 3–4                       | Сандаммэ #8 востока 4–3                           |
| 1973 | Макусита #59 востока 4–3   | Макусита #51 востока 4–3                       | Макусита #45 востока 2–2–3                     | Сандаммэ #2 запада 6–1                         | Макусита #31 востока 5–2                       | Макусита #18 запада 3–4                           |
| 1974 | Макусита #25 запада 5–2    | Макусита #15 востока 4–3                       | Макусита #11 востока 3–4                       | Макусита #20 востока 5–2                       | Макусита #11 востока 7–0–P                     | Дзюрё #12 востока 9–6                             |
| 1975 | Дзюрё #4 запада 6–9        | Дзюрё #8 запада 8–7                            | Дзюрё #6 запада 9–6                            | Дзюрё #2 востока 9–6                           | Маэгасира #12 востока 5–10                     | Дзюрё #4 востока 4–8–3                            |
| 1976 | Дзюрё #13 запада 4–11      | Макусита #7 востока 5–2                        | Макусита #1 запада 4–3                         | Дзюрё #13 запада 9–6                           | Дзюрё #10 востока 8–7                          | Дзюрё #6 востока 5–10                             |
| 1977 | Дзюрё #11 востока 8–7      | Дзюрё #10 запада 10–5                          | Дзюрё #2 востока 5–10                          | Дзюрё #9 запада 8–7                            | Дзюрё #7 востока 10–5                          | Дзюрё #1 востока 9–6                              |
| 1978 | Маэгасира #12 востока 8–7  | Маэгасира #8 востока 8–7                       | Маэгасира #5 востока 9–6 Д                     | Комусуби запада 5–10                           | Маэгасира #4 востока 4–11                      | Маэгасира #10 запада 9–6                          |
| 1979 | Маэгасира #4 востока 5–10  | Маэгасира #8 запада 2–6–7                      | Дзюрё #2 запада 9–4–2                          | Маэгасира #14 запада 8–7                       | Маэгасира #10 востока 8–7                      | Маэгасира #7 востока 7–8                          |
| 1980 | Маэгасира #8 востока 8–7   | Маэгасира #3 востока 8–7 Т★                    | Комусуби запада 6–9                            | Маэгасира #2 запада 9–6 Т★                     | Комусуби востока 10–5 Т                        | Сэкивакэ востока 11–4 Т                           |
| 1981 | Сэкивакэ востока 14–1–P ВТ | Одзэки востока 11–4                            | Одзэки востока 13–2                            | Одзэки востока 14–1                            | Ёкодзуна запада 1–2–12                         | Ёкодзуна востока 12–3–P                           |
| 1982 | Ёкодзуна востока 12–3      | Ёкодзуна запада 13–2                           | Ёкодзуна востока 13–2–P                        | Ёкодзуна востока 12–3                          | Ёкодзуна востока 10–5                          | Ёкодзуна востока 14–1                             |
| 1983 | Ёкодзуна востока 12–3      | Ёкодзуна востока 15–0                          | Ёкодзуна востока Пропустил из-за травмы 0–0–15 | Ёкодзуна востока 13–2                          | Ёкодзуна востока 14–1                          | Ёкодзуна запада 14–1                              |
| 1984 | Ёкодзуна востока 12–3      | Ёкодзуна запада 4–4–7                          | Ёкодзуна востока 11–4                          | Ёкодзуна востока Пропустил из-за травмы 0–0–15 | Ёкодзуна востока 10–5                          | Ёкодзуна запада 14–1                              |
| 1985 | Ёкодзуна востока 15–0      | Ёкодзуна востока 11–4                          | Ёкодзуна востока 14–1                          | Ёкодзуна востока 11–4                          | Ёкодзуна востока 15–0                          | Ёкодзуна востока 14–1                             |
| 1986 | Ёкодзуна востока 13–2      | Ёкодзуна востока 1–2–12                        | Ёкодзуна востока 13–2                          | Ёкодзуна востока 14–1–P                        | Ёкодзуна востока 14–1                          | Ёкодзуна востока 13–2                             |
| 1987 | Ёкодзуна востока 12–3–P    | Ёкодзуна востока 11–4                          | Ёкодзуна востока 10–5                          | Ёкодзуна востока 14–1                          | Ёкодзуна востока 9–2–4                         | Ёкодзуна востока 15–0                             |
| 1988 | Ёкодзуна востока 12–3      | Ёкодзуна востока Пропустил из-за травмы 0–0–15 | Ёкодзуна востока 14–1                          | Ёкодзуна востока 15–0                          | Ёкодзуна востока 15–0                          | Ёкодзуна востока 14–1                             |
| 1989 | Ёкодзуна востока 11–4      | Ёкодзуна запада 14–1                           | Ёкодзуна востока Пропустил из-за травмы 0–0–15 | Ёкодзуна востока 12–3–P                        | Ёкодзуна запада 15–0                           | Ёкодзуна востока 13–2                             |
| 1990 | Ёкодзуна востока 14–1      | Ёкодзуна востока 10–5                          | Ёкодзуна запада 13–2                           | Ёкодзуна востока 12–3                          | Ёкодзуна востока Пропустил из-за травмы 0–0–15 | Ёкодзуна востока 13–2                             |
| 1991 | Ёкодзуна востока 2–1–12    | Ёкодзуна запада Пропустил из-за травмы 0–0–15  | Ёкодзуна запада Отставка 1–3–11                | x                                              | x                                              | x                                                 |
| Результат приведен как победил-проиграл-снялся Победа Малый кубок Отставка Не выступал в макуути Специальные призы: Д=За боевой дух (Канто-сё); В=За выдающееся выступление (Сюкун-сё); Т=За техническое совершество (Гино-сё) Ещё показаны: ★=Кимбоси; P=Участие в дополнительном финале Лиги: Макуути — Дзюрё — Макусита — Сандаммэ — Дзёнидан — Дзёнокути Ранги макуути: Ёкодзуна — Одзэки — Сэкивакэ — Комусуби — Маэгасира |                            |                                                |                                                |                                                |                                                |                                                   |